# Dicrodiplosis marikovskii
Dicrodiplosis marikovskii är en tvåvingeart som beskrevs av Fedotova 2006. Dicrodiplosis marikovskii ingår i släktet Dicrodiplosis och familjen gallmyggor. Inga underarter finns listade i Catalogue of Life.